# 布賴特巴赫河 (哈芬洛爾河支流)
49°56′54.64″N 9°23′26.47″E / 49.9485111°N 9.3906861°E

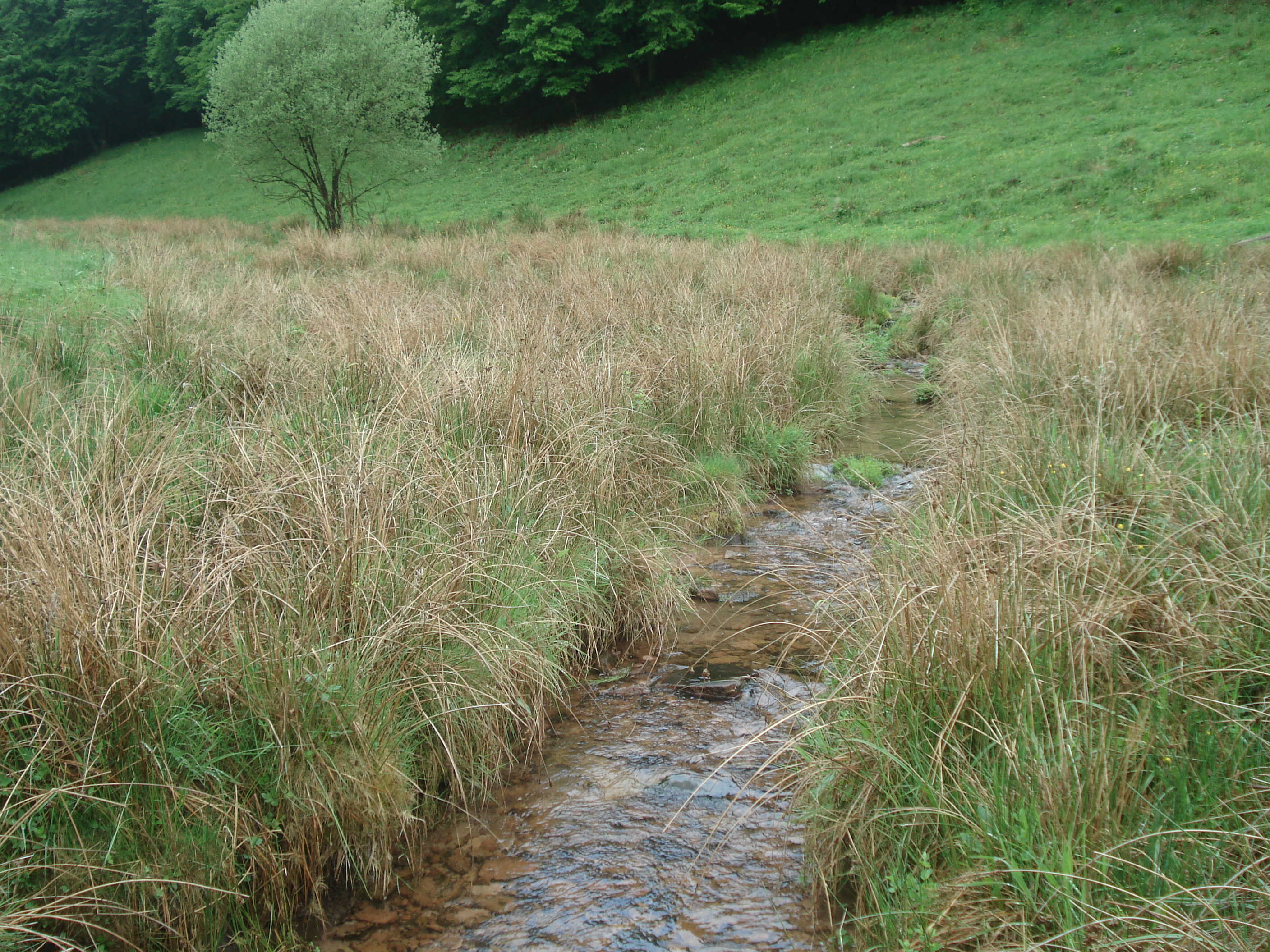

布賴特巴赫河（德語：Breitbach），是德國的河流，位於該國東南部，由巴伐利亞負責管轄，屬於哈芬洛爾河的右支流，河道全長1.3公里，流域面積4.8平方公里。